# سوزان بيكر (عالمة سياسة)
سوزان بيكر (بالإنجليزية: Susan Baker)‏ هي عالمة سياسة بريطانية، ولدت في 9 أكتوبر 1955.